# Étienne de Habsbourg-Lorraine
Pour les articles homonymes, voir Étienne de Habsbourg-Lorraine (homonymie).
Étienne (ou Stéphane) François Victor de Habsbourg-Lorraine (en allemand, Stefan Franz Viktor von Habsburg-Lothringen), né le 14 septembre 1817 à Buda, en Hongrie et mort le 19 février 1867 à Menton, en France, est un archiduc d’Autriche et comte palatin de Hongrie. C’est le deuxième chef de la branche hongroise de la famille impériale autrichienne et un gouverneur de la Bohême.

## Famille
Étienne de Habsbourg-Lorraine est le fils aîné de l’archiduc Joseph Antoine de Habsbourg-Lorraine (1776-1847), comte palatin de Hongrie, et de sa deuxième épouse la princesse Hermine d'Anhalt-Bernbourg-Schaumbourg (1797-1817). Par son père, le prince est le petit-fils de l’empereur germanique Léopold II tandis que, par sa mère, il est le petit-fils du prince Victor II d'Anhalt-Bernbourg-Shaumbourg.
Le prince Étienne a une sœur jumelle, l’archiduchesse Hermine Marie Amélie de Habsbourg-Lorraine (1817-1842), devenue princesse-abbesse du chapitre impérial des Dames nobles de Prague en 1840, ainsi que plusieurs demi-frères et demi-sœurs, dont Marie-Henriette, reine des Belges.
Disgracié par la famille impériale, le prince Étienne est demeuré célibataire et le titre de comte palatin de Hongrie est donc passé, lors de sa disgrâce en 1848, à son demi-frère, l’archiduc Joseph de Habsbourg-Lorraine (1833-1905).

## Biographie

### De la gouvernance à l'exil

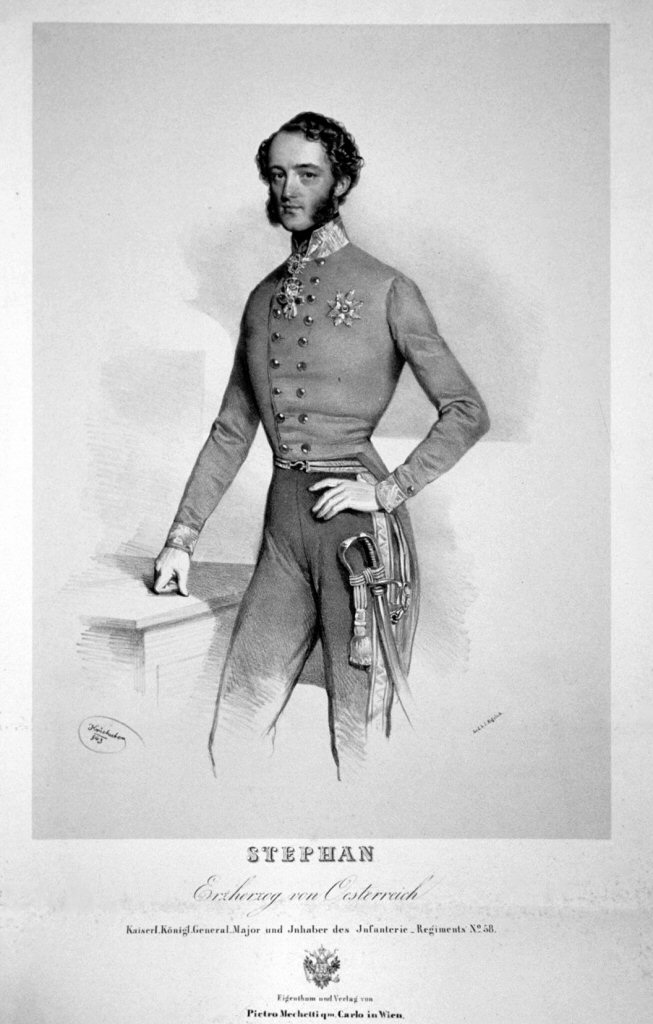
Le jeune archiduc Étienne de Habsbourg-Lorraine, comte palatin de Hongrie - lithographie de Joseph Kriehuber

Membre de l’armée impériale autrichienne, l'archiduc Étienne est nommé gouverneur civil de la Bohême par l’empereur Ferdinand Ier d’Autriche en décembre 1843. À la mort de son père, en 1847, toute la famille du défunt quitte la Hongrie, hormis l'archiduc Étienne qui hérite du titre et de la fonction de comte palatin de Hongrie, soit de représentant de l'empereur dans le royaume.
Durant les événements de mars 1848, la position du palatin devient intenable. Opposé au chancelier Metternich, il le critique ouvertement auprès de l'empereur. Favorable aux nationalistes magyars, il nomme dans le premier cabinet national hongrois le leader nationaliste Lajos Kossuth comme ministre des finances. L'archiduc entre en opposition avec le gouvernement impérial, accentuée après la nomination de Josip Jelačić à la tête de l’armée hongroise. C’est la raison pour laquelle il doit renoncer à ses fonctions de palatin le 24 septembre 1848 avant d'être expulsé de l'empire deux jours plus tard. 
Disgracié par le pouvoir impérial après l’écrasement de la révolution hongroise, Étienne de Habsbourg-Lorraine se retire sur ses terres du comté de Holzappel, dans le duché de Nassau, en 1850. Il ne revient plus à Vienne qu'à une seule occasion, lors du baptême du prince héritier Rodolphe en 1859.

### Collectionneur de minéraux
Etienne de Habsbourg-Lorraine était l'un des collectionneurs de minéraux les plus célèbres de l'empire austro-hongrois. Son intérêt pour les minéraux a commencé à l'âge de cinq ans. Après sa formation politique à la cour impériale de Vienne, il entreprit de vastes tournées de découverte à travers l'empire et profita de chaque occasion pendant cette période pour visiter des musées de minéraux célèbres et des sites miniers bien connus afin d'élargir sa collection avec ses propres trouvailles ou achats. En 1845, le minéralogiste bien connu Wilhelm Ritter von Haidinger a honoré ses efforts en minéralogie en donnant son nom à un important minéral et minerai d'argent sous le nom de stéphanite .
Au cours de la transformation et des nouvelles mesures de construction du Schloss Schaumburg en 1850, l'archiduc Etienne a créé des espaces spacieux pour abriter sa vaste collection de minéraux. En 1857, Etienne de Habsbourg-Lorraine est devenu membre de l'Académie allemande des sciences naturelles Leopoldina. Au moment de sa mort en 1867, la collection minéralogique de l'archiduc contenait environ 20 000 échantillons et était évaluée à 300 000 marks, somme considérable pour l'époque. Après sa mort, la collection de minéraux passa à la Maison d'Oldenbourg et fut encore agrandie jusqu'à ce qu'elle soit vendue à l'homme d'affaires Carl Rumpff en 1888. En 1889, la collection fut finalement remise au Musée d'histoire naturelle de Berlin.

### Mort et inhumation

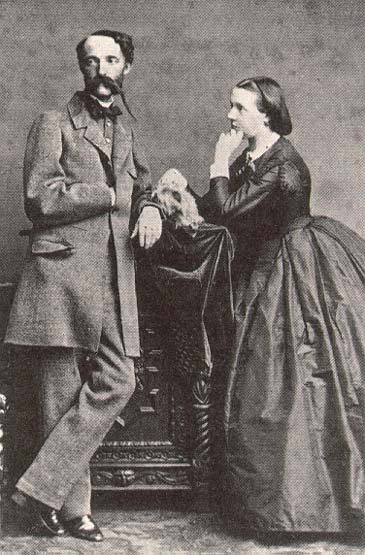
Le palatin Étienne de Hongrie et sa demi-sœur Marie-Henriette d'Autriche.

Atteint de phtisie, Etienne de Habsbourg-Lorraine meurt finalement à Menton, en France, le 19 février 1867, à l'âge de 49 ans. Sa dépouille mortelle est inhumée dans la crypte palatinale des Habsbourg de Hongrie, au palais royal de Buda aux côtés de son père.
Un suicide hypothétique créa une légende sur le décès de l’archiduc Étienne de Habsbourg-Lorraine. En 1970, sa tombe fut pillée et les restes du comte palatin de Hongrie exhumés. Le professeur hongrois de biologie Stephen Kiszely (1932-) restaura cette tombe (1980).
Dans les années 1980, un examen approfondi des tissus démontrèrent que la véritable cause du décès de l’archiduc Étienne de Habsbourg-Lorraine était la tuberculose.

## Hommage
- La stéphanite fut nommée en son honneur.

## Généalogie
Par son père, l’archiduc Étienne de Habsbourg-Lorraine, comte palatin de Hongrie fut le petit-fils de Léopold II d'Autriche et de l’infante d'Espagne Marie-Louise de Bourbon et arrière-petit-fils de François Ier du Saint-Empire et de son épouse Marie-Thérèse Ire de Hongrie.

## Sources
- Constantin von Wurzbach, « Erzherzog von Osterreich », Biographisches Lexikon des Kaiserthums Oesterreich, 7. Band, Vienne, 1861
- Nicolas Énache, La descendance de Marie-Thérèse de Habsburg, Paris, Éditions L'intermédiaire des chercheurs et curieux, 1999, 795 p. (ISBN 978-2-908003-04-8).
- Jean-Fred Tourtchine, Les Manuscrits du CEDRE : L'Empire d'Autriche, vol. III, t. 10, Clamecy, Imprimerie Laballery, 1991, 224 p..
- Olivier Defrance, « Le rôle de la reine Marie-Henriette dans les préparations des noces de son frère l'archiduc Joseph d'Autriche », Museum Dynasticum, vol. XXVI, no 1,‎ 2014, p. 17-29 (ISSN 0777-0936, lire en ligne, consulté le 17 août 2022).